# John Eriksen
John Hartmann Eriksen (Assens, 20 november 1957 – Svendborg, 12 februari 2002) was een Deens voetbalspeler. Tijdens zijn loopbaan speelde hij in Denemarken, Nederland, Frankrijk en Zwitserland. Hij kwam zeventien keer uit voor het Deense elftal en was actief op het WK 1986 en EK 1988.

## Loopbaan
Eriksen was bij elke club waar hij speelde een veelscorende aanvaller. Hij is regelmatig getypeerd als een "sluipschutter"; schijnbaar uit het niets dook hij vaak voor het doel op om een aanval succesvol af te ronden. Hij speelde in de jeugd van Svendborg fB en werd in 1978 ingelijfd door Odense BK, waar hij in twee seizoenen 42 competitiedoelpunten maakte en topscorer werd van de hoogste Deense divisie. Zijn torinstinct bleef niet onopgemerkt en in januari 1980 verkaste hij naar Roda JC dat uitkwam in de Nederlandse Eredivisie. In zijn eerste halve seizoen kwam hij in de competitie nog niet tot scoren, maar daarna was Eriksen vier seizoenen lang topschutter van Roda JC, met een gemiddelde van zo'n twintig doelpunten per jaar. Op zondagmiddag 18 september 1983 scoorde hij op Gemeentelijk Sportpark Kaalheide maar liefst vier doelpunten in een met 7-3 gewonnen thuiswedstrijd tegen PEC Zwolle. In 144 wedstrijden voor Roda JC scoorde Eriksen 80 doelpunten.
In juni 1984 tekende hij een contract bij FC Mulhouse, dat uitkwam in de Franse Tweede klasse. Met 27 doelpunten werd Eriksen topscorer in deze competitie.
Reeds een jaar later keerde Eriksen alweer terug naar Nederland, waar hij kwam te spelen voor Feyenoord, dat hem had ingelijfd als opvolger van de vertrokken Peter Houtman. Met 22 doelpunten werd hij clubtopscorer in de Eredivisie. In 1986 keerde hij terug in de selectie van het Deense nationale elftal, nadat hij tussen 1981 en 1984 al vier interlands had gespeeld. Op het WK 1986 viel hij in de tweede helft in tegen West-Duitsland en tekende hij voor de 2-0. Vijf dagen later was hij opnieuw invaller tegen Spanje. De wedstrijd in de tweede ronde ging echter met 5-1 verloren en Denemarken was uitgeschakeld.
Door financiële problemen bij Feyenoord moest Eriksen na één seizoen alweer vertrekken uit Rotterdam-Zuid. Hij tekende bij Servette in Zwitserland. Eriksen werd twee seizoenen achtereen topscorer van de Nationalliga A. In zijn tweede seizoen behaalde hij met 36 doelpunten een competitierecord in de Zwitserse hoogste klasse en werd hij tweede op de lijst van Europese topschutters, achter de Turk Tanju Çolak. Op de EK 1988 speelde hij twee duels tegen respectievelijk West-Duitsland en Italië. Denemarken kwam in dat kampioenschap niet verder dan de eerste ronde. De wedstrijd tegen Italië was de laatste wedstrijd van Eriksen voor de nationale ploeg. Tussen 1981 en 1987 speelde hij zeventien interlands waarin hij zes doelpunten scoorde. Eerder kwam hij vijftien keer uit voor Jong Denemarken.
Eriksen kwam vanaf 1989 twee jaar uit voor FC Luzern en besloot zijn actieve loopbaan in 1994 bij zijn eerste club Svendborg fB. Na de beëindiging van zijn voetballoopbaan was Eriksen in 1995 en 1996 nog enkele malen actief voor de Deense oud-internationals.
| Interlands van John Eriksen voor Denemarken | Interlands van John Eriksen voor Denemarken | Interlands van John Eriksen voor Denemarken | Interlands van John Eriksen voor Denemarken | Interlands van John Eriksen voor Denemarken | Interlands van John Eriksen voor Denemarken |
| №                                           | Datum                                       | Wedstrijd                                   | Uitslag                                     | Competitie                                  | Doelpunten                                  |
| Als speler van Roda JC                      | Als speler van Roda JC                      | Als speler van Roda JC                      | Als speler van Roda JC                      | Als speler van Roda JC                      | Als speler van Roda JC                      |
| ------------------------------------------- | ------------------------------------------- | ------------------------------------------- | ------------------------------------------- | ------------------------------------------- | ------------------------------------------- |
| 1                                           | 15 april 1981                               | Denemarken – Roemenië                       | 2 – 1                                       | Vriendschappelijk                           | 0                                           |
| 2                                           | 1 mei 1981                                  | Luxemburg – Denemarken                      | 1 – 2                                       | WK-kwalificatie                             | 0                                           |
| 3                                           | 1 september 1982                            | Roemenië – Denemarken                       | 1 – 0                                       | Vriendschappelijk                           | 0                                           |
| 4                                           | 11 april 1984                               | Spanje – Denemarken                         | 2 – 1                                       | Vriendschappelijk                           | Goal                                        |
| Als speler van Feyenoord                    |                                             |                                             |                                             |                                             |                                             |
| 5                                           | 13 mei 1986                                 | Noorwegen – Denemarken                      | 1 – 0                                       | Vriendschappelijk                           | 0                                           |
| 6                                           | 13 juni 1986                                | Denemarken – West-Duitsland                 | 2 – 0                                       | WK-eindronde                                | Goal                                        |
| 7                                           | 18 juni 1986                                | Denemarken – Spanje                         | 1 – 5                                       | WK-eindronde                                | 0                                           |
| Als speler van Servette                     |                                             |                                             |                                             |                                             |                                             |
| 8                                           | 10 september 1986                           | Duitse Democratische Republiek – Denemarken | 0 – 1                                       | Vriendschappelijk                           | Goal                                        |
| 9                                           | 24 september 1986                           | Denemarken – West-Duitsland                 | 0 – 2                                       | Vriendschappelijk                           | 0                                           |
| 10                                          | 29 oktober 1986                             | Denemarken – Finland                        | 1 – 0                                       | EK-kwalificatie                             | 0                                           |
| 11                                          | 29 april 1987                               | Finland – Denemarken                        | 0 – 1                                       | EK-kwalificatie                             | 0                                           |
| 12                                          | 3 juni 1987                                 | Denemarken – Tsjecho-Slowakije              | 1 – 1                                       | EK-kwalificatie                             | 0                                           |
| 13                                          | 26 augustus 1987                            | Zweden – Denemarken                         | 1 – 0                                       | Vriendschappelijk                           | 0                                           |
| 14                                          | 10 mei 1988                                 | Hongarije – Denemarken                      | 2 – 2                                       | Vriendschappelijk                           | Goal                                        |
| 15                                          | 5 juni 1988                                 | Denemarken – België                         | 3 – 1                                       | Vriendschappelijk                           | Goal · Goal                                 |
| 16                                          | 14 juni 1988                                | West-Duitsland – Denemarken                 | 2 – 0                                       | EK-eindronde                                | 0                                           |
| 17                                          | 17 juni 1988                                | Denemarken – Italië                         | 0 – 2                                       | EK-eindronde                                | 0                                           |

## Ziekte en overlijden
Eriksen overleed in februari 2002 op 44-jarige leeftijd in een verpleegtehuis in Svendborg, waar hij sinds 1999 verbleef. Hij leed aan de ziekte van Alzheimer.

## Erelijst
Odense Boldklub
- Topscorer Superligaen

1978 (22 goals)
1979 (20 goals)
- Topscorer Ligue 2 (1984/85)
- Topscorer Nationalliga A (1986/87 en 1987/88)
- Winnaar Zilveren Schoen (1987/88)
- Beste buitenlander in Zwitserse competitie (1987/88)

## Clubstatistieken
| Seizoen | Club         | Competitie     | Duels | Goals |
| ------- | ------------ | -------------- | ----- | ----- |
| 1975    | Svendborg fB | Tweede klasse  |       | 1     |
| 1976    | Svendborg fB | Tweede klasse  |       | 8     |
| 1977    | Svendborg fB | Tweede klasse  |       | 14    |
| 1978    | Odense BK    | Eerste klasse  | 30    | 22    |
| 1979    | Odense BK    | Eerste klasse  | 30    | 20    |
| 1979/80 | Roda JC      | Eredivisie     | 12    | 0     |
| 1980/81 | Roda JC      | Eredivisie     | 34    | 21    |
| 1981/82 | Roda JC      | Eredivisie     | 33    | 19    |
| 1982/83 | Roda JC      | Eredivisie     | 34    | 17    |
| 1983/84 | Roda JC      | Eredivisie     | 31    | 23    |
| 1984/85 | FC Mulhouse  | Ligue 2        | 34    | 27    |
| 1985/86 | Feyenoord    | Eredivisie     | 31    | 22    |
| 1986/87 | Servette FC  | Nationalliga A | 29    | 28    |
| 1987/88 | Servette FC  | Nationalliga A | 34    | 36    |
| 1988/89 | Servette FC  | Nationalliga A | 24    | 11    |
| 1989/90 | FC Luzern    | Nationalliga A | 35    | 21    |
| 1990/91 | FC Luzern    | Nationalliga A | 35    | 16    |
| 1991/92 | Svendborg fB | Tweede klasse  |       | 22    |
| 1992/93 | Svendborg fB | Tweede klasse  |       | 8     |
| 1993/94 | Svendborg fB | Tweede klasse  |       | 5     |